# 哈佛女孩
《哈佛女孩刘亦婷：素质培养纪实》（以下简称《哈佛女孩》）是一本由刘卫华和张欣武所著的一本书，这本书叙述他们对成为了美国哈佛大学学生的女儿刘亦婷的栽培。此书于2000年由作家出版社在中国以中文出版，详述亦婷严格的生活方式，也包含亦婷的父母如何提拔子女被顶尖大学收录的意见，被认为是养儿育女和幼儿教育的一本“手册”。
这本书在中国大陆特别畅销，使哈佛和刘亦婷在中国家长和学生之间家喻户晓。此后，有无数模仿者也著述了中国家长如何养儿育女的说明书。
2009年入选中国图书商报社和中国出版科学研究所联合主办评选的“新中国60年中国最具影响力的600本书”。

## 主人公
刘亦婷1981年8月3日生于中国四川省的省会成都市。亦婷的父母重视幼儿教育，在她仅仅15天大就让她经受严峻的教育。例如，为确保总是有人对亦婷说话，他们邀请亲友到家里来。他们也让她参与游泳、跑步和跳绳，以及双手捧着冰块等的体能锻炼。除了上述活动，亦婷5岁时也出演一部肥皂剧。
亦婷上高中的时候，于1998年参与学生交流计划，访问美国。这次体验改变了她对美国生活的看法：之前，她与许多中国人一样，对美国大部分印象来自美国电影；踏进美国后，她“没有看到任何街头斗殴或者警察追车等画面，使（她）感到惊讶”。这次交流计划也挑起她对美国大学兴趣，她也认识到自己将可以修读多种科目。
尽管亦婷的父母一直培训她被顶尖大学收录，他们没想到美国大学会接纳她。她母亲说道，直到亦婷从美国归来，她才知道原来中国学生也可以申请到美国大学就读。那个时候，中国学生在美国大学接受本科教育是不寻常的事，而大多数只是申请到海外学校当研究生。
亦婷并没有参加高考，到全国重点大学就读，反而申请到美国顶尖大学就读。她被几所学府，包括哈佛大学、哥伦比亚大学、维斯理学院和曼荷莲学院录取，她最终选择了哈佛。不久之后，当地一家报纸报道她被录取一事，一家人因此“被成千上万通电话纠缠不休”。
亦婷在哈佛主修应用数学和经济学，并考取好成绩。她还担任学生组织哈佛亚洲与国际关系项目主席。亦婷被形容是“谦逊”、“普通学生”，甚至她的室友花了四年才得知她是中国名人。亦婷于2003年毕业，在纽约市的波士顿咨询公司工作。

## 简介
亦婷被哈佛录取后，她的母亲刘卫华和继父张欣武于2000年出版了《哈佛女孩》。根据亦婷所说，她的父母原本先前就有意将自己的育儿方式写作成一本书，可是他们等到2000年，亦婷已稳步踏上大学之路时才出版这本书，并得以自称“专家”。亦婷与她的父母在亦婷未上小学一年级就开始笔录并保存研究笔记以及日记，足以编入父母写的书里。亦婷也帮忙校订这本书，并且亲自撰写后面几个章节。
书中描写养儿育女的策略的一大元素是把亦婷当作大人看待，“鼓励她培养成熟的思想”。亦婷小的时候，父母从未使用过儿语，还让她与父母争辩，前提是她必须像个大人般提出理性的论点。根据教育学者本·莫德尔（Ben Mardell），该书注重独立思考能力与智力发展，与传统教育方式背道而驰，因为在中国，不论早期或高等教育都经常强调机械学习。
此外，书中详述，除了让她进行体能锻炼，亦婷的父母也调节她的饮食，并且也常常带她去旅行，不管是到附近的农村地区的短程旅行，还是长途跋涉到西安市等历史景点。全书把重点放在“全面发展”，并鼓励家长培育出子女学术能力以外的性质。这本书也包括辅助章节，讲述如何选择申请到哪个学校就读，也给填写申请表格和参加托福和SAT等考试的学生一些建议。

## 反响
该书连续16个月成为中国第一最畅销书籍，在这段时间售出了至少150万本亦婷父母预计已赚取不少于10万美元的版税。这本书备受中国中产阶级家长的欢迎。《哈佛女孩》的知名度使得亦婷成为“国家巨星”以及中国家长“心目中的偶像”，她在中国大陆经常收到粉丝的来信，举办签书会时也吸引了大量人群。
《哈佛女孩》发行之后，就有无数模仿者纷纷著述子女的成功，所出版的书有《名校不再是梦想》、《哈佛男孩》、《东京大学男孩》、《康奈尔女孩》、《阿呆小男孩进剑桥》等等。
韩国也发行了同类书籍。除此之外，亦婷的父母也撰写了续集《〈哈佛女孩刘亦婷〉之二： 刘亦婷的学习方法和培养细节》，此书描述亦婷四年的大学生涯，由作家出版社在2004年出版。
2009年，《哈佛女孩刘亦婷》入选中国图书商报社和中国出版科学研究所联合主办评选的“新中国60年中国最具影响力的600本书”。

### 批评
有人批评此书加重中国学生因为要学业有成而已经在承受的压力，并且利用入读顶尖大学是在生活中取得成功不可或缺的一部分这个普遍的看法。更有批评者称这本书是在“自吹自擂”。2001年由一群教育者的一项调查显示，书中叙述养儿育女的方式，即使对亦婷很有效，但未必对所有人都管用，许多家长若听从书中的建议，恐怕会“失望”。

## 补充说明
1. ↑  售出的确切数量尚不清楚，因为2003年初，即使经由出版商出售了150万本，可是估计还有200多万本盗版在同一时间段里售出。[6]